# 콘도 유이
콘도 유이(일본어: 近藤 唯 こんどう ゆい[*], 1988년 6월 28일 ~ )는 일본의 여성 성우. 가나가와현 출신. 켄유 오피스 소속.